# Reuben Thompson
Reuben Thompson (Queenstown, 15 de febrero de 2001) es un ciclista profesional neozelandés que milita en las filas del conjunto Lotto Cycling Team.

## Trayectoria
Antiguo campeón nacional de triatlón, decidió dedicarse al ciclismo a partir de 2019. En julio destacó con los colores de su selección nacional al terminar sexto en el Tour de Valromey, después de haber quedado segundo en la contrarreloj y tercero en la última etapa. Al mismo tiempo, se unió al Vélo Sport Valletais en Francia, donde su manager Camille Coulan elogió sus “grandes habilidades para las carreras por etapas”. Rápidamente destacó al obtener tres victorias y varios lugares de honor. En septiembre participó en los campeonatos del mundo júnior, donde finalizó 29.º en contrarreloj y 36.º en ruta.
En 2020 firmó con la nueva formación del Team Monti, pero esto finalmente no vio la luz. Entonces decidió unirse al equipo Telcom-On Clima-Osés Const en España. Tras la pandemia de la COVID-19, ocupó el segundo lugar en la Clásica Ciudad de Torredonjimeno, ronda de la Copa de España Amateur, pero también acabó séptimo en la Vuelta a Cantabria y octavo en la Vuelta a Alicante. Al final de la temporada ganó la etapa reina del Tour de Southland, disputada en la sierra de Remarkables.
Para 2021, es reclutado por el equipo continental del Groupama-FDJ y en 2023 se unió al Groupama-FDJ, miembro del UCI WorldTour.

## Palmarés
2020
- 1 etapa del Tour de Southland

2021
- Giro del Valle de Aosta[2]

2022
- 1 etapa del Giro del Valle de Aosta

## Resultados en Grandes Vueltas y Campeonatos del Mundo
| Carrera         | Carrera         | 2021 | 2022 | 2023 | 2024 |
| --------------- | --------------- | ---- | ---- | ---- | ---- |
|                 | Giro de Italia  | —    | —    | —    | —    |
|                 | Tour de Francia | —    | —    | —    | —    |
|                 | Vuelta a España | —    | —    | —    | 94.º |
| Mundial en Ruta | Mundial en Ruta | —    | —    | —    | 73.º |

―: no participa
Ab.: abandono